# うらべ・すう
うらべ・すう（1965年 - 2001年10月7日）は、日本の漫画家。一烈条二の名義でも活動した。

## 人物
ホビージャパンの投稿ハガキの常連としても有名で、後にホビージャパン発行のゲーム雑誌タクテクスに舞ちゃんというキャラクターを登場させている。
1980年代後半のパソコンゲーム雑誌『テクノポリス』の同人ソフト紹介コーナーの挿絵など、プロとしてはイラストレーターとしてキャリアをスタートさせ、後に漫画家活動を行う様になる。
2001年10月7日に脳内出血のため急逝。享年36。

## 主な作品
漫画
- ブルーセンチネル（フランス書院Xコミックス、1993年、COMICパピポ連載）
- 女神天国SP 転校生はアイドル女神編（メディアワークス電撃コミックスX、1996年、月刊電撃コミックガオ!連載）
- STEP!STEP!（富士美出版富士美コミックス、1997年）
- Photogenic Love（フランス書院Xコミックス、1999年）

ゲーム
- 改造町人シュビビンマン （メサイヤ、PCエンジン、1989年） - キャラクターデザイン
- 改造町人シュビビンマン2 -新たなる敵-（メサイヤ、PCエンジン、1991年） - シナリオ・ライター、グラフィック・デザイナー
- 王宮騎士物語TEMPLE MASTER （メサイヤ、PC-9801等） - キャラクターデザインを担当したが開発中止